# Distretto di Xonboury
Il distretto di Xonboury è uno dei quindici distretti (mueang) della provincia di Savannakhet, nel Laos. Ha come capoluogo la città di Xonboury.